# Карлстрём, Леннарт
Леннарт Карлстрём (швед. Lennart Carlström; род. 3 июля 1943) – шведский ориентировщик, победитель чемпионата мира 1972 года по спортивному ориентированию в эстафете.
Леннарт Карлстрём вместе с партнёрами по эстафетной команде Швеции (Рольф Петтерссон, Арне Юханссон и Бернт Фрилен) стал победителем в эстафете на чемпионате мира 1972 года, который проходил в чешском городе Йичин.